# Михајло Тошић
Михајло (Гаје) Тошић (Пуковац, 1894 — Пуковац, 1981) био је српски јунак и добитник Карађорђеве звезде са мачевима.

## Биографија
Рођен је 23. марта 1894. године од оца Гаје и мајке Настасије у селу Пуковцу где је био познат под надимком Мика Ђорински. Основну школу није завршио, али се касније сам описменио.
Када је отпочео Први светски рат пошто још није стасао за војску пријавио се као добровољац у Други пешадијски пук Моравске дивизије у чијим јe редовима био све до 1916. године када је пребачен у Трећи пешадшски пук Моравске дивизије. Демобилисан је тек почетком 1920. године.
По завршетку рата вратио се у родно село где је живео са супругом у браку, нису имали порода. Иако је био у радном односу право на пензију није остварио, живео је од пољопривреде и дотације као носилац Карађорђева звезда са мачевима. 
Преминуо је 22. новембра 1981. године. Сахрањен је на пуковачком гробљу.
3a испољену храброст и пожртвовање на бојном пољу у току Првог светског рата Михајло је одликован сребрним орденом Карађорђева звезда са мачевима Указом бр. 2231 од 12. 11. 1917. године. Поред Карађорђеве звезде имао је још неколико одликовања.